# Ewen Bowie
Ewen Lyall Bowie (* 29. Juni 1940 in Coupar Angus, Perthshire, Schottland) ist ein britischer Gräzist und Fellow des Corpus Christi College sowie emeritierter Professor für klassische Sprachen und Literatur an der Universität Oxford.
Nach seinem Studium war Bowie von 1965 bis zum Eintritt in den Ruhestand 2007 der E. P. Warren Praelector in Classics am Corpus Christi College.
Bowie arbeitet vor allem zur Elegie und zum Iambos der frühgriechischen Zeit, zur Alten Komödie, zur hellenistischen Dichtung und zur literarischen Kultur der Kaiserzeit, insbesondere zur sogenannten Zweiten Sophistik, zum griechischen Roman und zur kaiserzeitlichen Dichtung. Auf diesen Spezialgebieten gilt er als einer der führenden Experten. Zusammen mit André Lardinois von der Universität Nijmegen hat er im Frühjahr 2007 das Network for the Study of Archaic and Classical Greek Song begründet. Außerdem bereitet er einen Kommentar zum Roman des Longos, Daphnis und Chloe vor.

## Veröffentlichungen (Auswahl)
Herausgeberschaften
- mit Jaś Elsner: Philostratus. Cambridge: Cambridge University Press, 2009, ISBN 978-0-521-82720-1.

Beiträge zu Sammelbänden
- Historical Narrative in Archaic and Early Classical Greek elegy. in: Epic and History (Ancient World, Bd. 1). Ed. by David Konstan, Kurt A. Raaflaub. John Wiley and Sons, 2010, ISBN 1-4051-9307-7, Ss. 145–166, Google Bücher
- The Ups and Downs of Aristophanic Travel. in: Aristophanes in performance, 421 BC-AD 2007. Peace, Birds and Frogs. Ed. by Edith Hall, Amanda Wrigley. MHRA, 2007, ISBN 1-904350-61-5, Ss. 31–52, Google Bücher
- The geography of the Second Sophistic: Cultural variations. in: Barbara Borg (Hrsg.): Paideia: the world of the second sophistic. (Millennium-Studien zu Kultur und Geschichte des ersten Jahrtausends n. Chr., Bd. 2). Berlin, New York: Walter de Gruyter, 2004, ISBN 3-11-018231-9, Ss. 65–86, Google Bücher
- Early Greek Iambic Poetry: The Importance of Narrative. in: Iambic ideas: essays on a poetic tradition from Archaic Greece to the late Roman Empire. Ed. by Alberto Cavarzere, Antonio Aloni, Alessandro Barchiesi. Rowman & Littlefield, 2001, ISBN 0-7425-0817-X, Ss. 1–28, Google Bücher
- Lyric and Elegiac Poetry. in: The Oxford history of Greece and the Hellenistic world. Ed. by John Boardman, Jasper Griffin, Oswyn Murray. Oxford: Oxford University Press 2001, ISBN 0-19-280137-6, Ss. 107–125, Google Bücher
- Philostratus: Writer of Fiction. In: John Robert Morgan, Richard Stoneman (Hrsg.): Greek Fiction: The Greek Novel in Context. London – New York 1994, S. 181ff.
- Apollonius of Tyana: Tradition and Reality. In: Aufstieg und Niedergang der römischen Welt. Bd. II 16, 2. Berlin – New York 1978, S. 1652–1699.